# Kassari
Kassari Észtországhoz tartozó sziget a Balti-tengeren. Közvetlenül Hiiumaa mellett, attól délre fekszik. Lakossága kb. 300 fő. Közigazgatásilag Hiiumaa megyéhez tartozik.
A szigeten négy település található: Esiküla, Taguküla, Kassari és Orjaku falvak. Ezek közigazgatásilag Käina községhez tartoznak. Hiiumaa szigettel két gát, illetve az azon haladó utak kötik össze. A szárazföldi kapcsolat miatt gyakran csak Hiiumaa félszigetének tartják Kassarit. Hiiumaa és Kassari között található a sekély, mindössze fél méter átlagos mélységű Käina-öböl.
Területe 19,3 km², erősen tagolt partvonalának teljes hossza 59 km. A sziget csak mintegy 3000 évvel ezelőtt bukkant elő a tengerből. Legmagasabb pontja, a Vaskimägi 15 m-re van a tenger szintje felett. Felszínét glaciális hordalék borítja. Korábban két sziget volt. A mai szigetet egy tengervízzel telt gleccsermélyedés osztotta két részre. Ez azonban az 1700-as évekre eltűnt. Madárvilága igen gazdag.
A sziget első írásos említése 1564-ből való. Az 1600-as években Jakob De la Gardia lovas majorságot hozott létre ott, de azt 1821-ben Emmestébe költöztették. A szigeten két uradalom osztozott a mezőgazdasági művelésben. A 17. században szárazság és éhínség sújtotta. A 19. század közepétől a parasztok saját földet is vehettek. Orjakuban 1912-ben kikötőt létesítettek. Ezt napjainkban turisztikai célra használják.
A sziget népszerű kirándulóhely. Déli oldalán 1 km hosszú strand található. Ez Észtország legmelegebb vizű tengeri strandja.  Látnivalói közé tartozik a sziget déli részének egy 2 km hosszú, keskeny nyúlványa, a Sääretrip. A szigeten számos kisebb szálloda és vendégház található. Az egyik uradalom fennmaradt udvarháza napjainkban múzeum.
Nyaranta Kassarin tartózkodott Aino Kallas finn író. Az egykori nyaralója napjainkban múzeum.
Egykor 17 szélmalom működött, napjainkra egy maradt fenn, melyet újjáépítettek. A sziget 18. században épített nádfedeles kápolnája napjainkban is működik.

## Geléria
- Kassari nádfedeles kápolnája
- A Sääretirp szárazföldi nyúlvány
- Egykori udvarház, napjainkban múzeum